# Cine Roxy
Cine Roxy foi um cinema localizado no bairro de Copacabana, no Rio de Janeiro, inaugurado em 3 de setembro de 1938. Foi fechado em 2021, e o imóvel colocado à venda por 30 milhões de reais. Foi um dos únicos cinemas em funcionamento no bairro, junto com o Cine Joia, e reconhecido pela prefeitura como "marco referencial na cultura cinematográfica da cidade".
No início dos anos 90 o Roxy passou por uma grande reforma e passou a comportar três salas menores: Roxy 1, 2 e 3. Nos anos 2000, após nova intervenção, passou a contar com poltronas numeradas, além de pequenas mudanças e intervenções em sua fachada.[carece de fontes?]